# Dichiarazione fraudolenta mediante altri artifici
La dichiarazione fraudolenta mediante altri artifici è un reato previsto dall'ordinamento giuridico italiano. È una figura complementare al reato di dichiarazione fraudolenta mediante uso di fatture o altri documenti per operazioni inesistenti.

## Disciplina
L'art. 3 del D.Lgs. 74/2000 punisce con la reclusione da 18 mesi a 6 anni, chiunque al fine di evadere le imposte sul valore aggiunto o sui redditi, indica elementi passivi fittizi o indica elementi attivi inferiori a quelli effettivi nelle dichiarazioni annuali, sulla base di una falsa rappresentazione nelle scritture contabili e avvalendosi di mezzi fraudolenti idonei ad ostacolare l'accertamento.
Le soglie di punibilità penale che devono essere congiuntamente superate, sono state modificate dal D.L. 138/2011 (conv. dalla L. 148/2011) per i reati commessi dal 17 settembre 2011 (in precedenza si applicava la normativa previgente):
- l'imposta evasa deve superare (per una sola imposta) 30000,00 € (in precedenza 77468,53 €);
- gli elementi attivi sottratti all'imposizione e gli elementi passivi fittizi devono superare il 5% degli elementi attivi dichiarati o comunque 1000000,00 € (in precedenza 1549370,70 €).

### Elementi necessari
Costituiscono elementi necessari di questo reato:
- l'infedeltà della dichiarazione derivante dall'indicazione di elementi attivi inferiori al reale o elementi passivi fittizi;
- la presenza di una falsa indicazione nelle scritture contabili;
- l'uso di mezzi fraudolenti, che debbono essere diversi dalle fatture false, altrimenti si ricade nel delitto di dichiarazione fraudolenta mediante utilizzo di fatture false. Ad esempio sono mezzi fraudolenti l'uso di contratti simulati, l'intestazione di beni o conti bancari a prestanome ecc.

### Consumazione
Il delitto è commesso al momento della presentazione della dichiarazione.

### Competenza
È competente il giudice del luogo di domicilio fiscale del contribuente. Se la dichiarazione fraudolenta è presentata da una società, per il reato risponde chi l'ha sottoscritta.